# Georg Berger (Kaufmann)
Georg Berger (* 12. September 1893 in Würzburg; † 1977 in Egglkofen) war ein deutscher Kaufmann, HJ-Führer und Ministerialrat. Von Oktober 1940 bis Juli 1942 war er Generaldirektor der Wiener Ankerbrotfabrik, eines der damals größten Lebensmittelunternehmen im Großdeutschen Reich. Laut einem wissenschaftlichen Gutachten des Historikers Michael Wolffsohn, der von seinem Sohn Roland Berger beauftragt wurde, war Berger ein „Profiteur“, aber kein „Täter“ des NS-Regimes.

## Leben
Berger besuchte die Volks- und Realschule und machte eine kaufmännische Lehre. Von 1911 bis 1922 war er Buchhalter in verschiedenen Firmen, unterbrochen von 1912 bis 1918 durch den Militärdienst und die Teilnahme am Ersten Weltkrieg im 8. Bayerischen Feldartillerie-Regiment. Zwischen 1922 und 1926 war er Prokurist in Reutte. Es folgte von 1927 bis 1934 die selbstständige Tätigkeit als Bücherrevisor, Steuer- und Rechtsberater und Wirtschaftstreuhänder.
Berger wohnte 1931/1932 in Gunzenhausen, einer frühen Hochburg des Nationalsozialismus, und trat dort zum 1. Juni 1931 in die NSDAP ein (Mitgliedsnummer 547.083). Er war bis zu seinem Ausschluss im August 1944 zahlendes Mitglied. Im Mai 1934 begann seine Tätigkeit als Reichsrevisor im Reichsrevisionsamt der Reichsleitung der NSDAP. 1935 wurde er zum Leiter des Verwaltungsamtes der Reichsjugendführung ernannt. Mit diesem Amt war die Funktion des Reichskassenverwalters der Hitlerjugend verbunden.:S. 959 1936 folgte die Ernennung zum Gebietsführer der Hitlerjugend. 1937 wurde er, wie auch die HJ-Führer Heinz John und Hartmann Lauterbacher, verbeamtet und Ministerialrat. Im Juni 1939 schied er auf eigenen Wunsch aus der Reichsjugendführung aus.:S. 965
Mit Eintragung vom 18. Jänner 1941 am Amtsgericht Wien wurde Berger (zu diesem Zeitpunkt bereits Ministerialrat a. D.), der dafür von Berlin nach Wien übersiedelt war, anstelle eines ausgeschiedenen Vorstandsmitglieds in den Vorstand der Ankerbrot Aktiengesellschaft bestellt. Am 15. März 1941 wurde er vom Reichstreuhänder der Arbeit, Gauleiter Alfred Proksch, im Rahmen des Gefolgschaftsabends der Ankerbrotfabrik als Betriebsführer in sein Amt eingeführt. In der außerordentlichen Hauptversammlung der Ankerbrotfabrik-AG am 15. September 1942 wurde er, der schon im Juli 1942 als „Vorsitzer des Vorstandes“ ausgeschieden war, durch die Bestellung seines Nachfolgers ersetzt.
Berger wohnte zunächst für zehn Monate im Hotel Erzherzog Rainer und zog dann mit seiner Familie in die „arisierte“ Villa des jüdischen Ehepaars Heinrich und Laura Kerr im 18. Bezirk (Währing), Sternwartestraße 75. Er nutzte die Villa, die der Ankerbrotfabrik zugeschlagen worden war, als Dienstwohnung und ließ sich vom Aufsichtsrat ein Vorkaufsrecht zusichern. Das Vorkaufsrecht wurde am 5. August 1941 von der Gestapo zwar bewilligt, aber laut Gutachter  Wolffsohn widersetzte sich das Berliner Finanzamt. Berger blieb nur Mieter.:S. 49
In einem Bericht der Gestapo vom 20. Juni 1942 wurde kritisiert, Berger habe seine Villa „mit einem unerhörten, in einem krassen Widerspruch zu den durch die Kriegslage gebotenen Sparmaßnahmen stehenden Aufwand“ ausgebaut. Außerdem habe er Nahrungsmittel aus der Firma für private Zwecke gehortet. In seinem Gutachten weist  Wolffsohn darauf hin, dass Gestapoquellen, wie sie vom Handelsblatt zitiert werden, nicht ungeprüft als Wiedergabe von Tatsachen dienen können. Es könnte sich um eine Intrige gegen Georg Berger im NS-Unrechtsstaat gehandelt haben. So vermute Michael Wortmann, der Biograph des NSDAP-„Reichsjugendführers“ Baldur von Schirach, dass jener die Gestapo-Aktion gegen Georg Berger initiiert und inszeniert habe.:S. 7
Auch die Roland Berger Stiftung hat in der New York Times darauf hingewiesen, dass die Anschuldigungen gegen Georg Berger politisch motiviert gewesen sein könnten:

„The Roland Berger Foundation suggested that the accusations against Georg Berger might have been politically motivated, and that the charges of hoarding were merely a pretense.
'Nazi and Gestapo documents often have a denunciatory character and often reflect conflicts over power and influence within Nazi institutions,' the statement said.“

„Die Roland Berger Stiftung wies darauf hin, dass die Anschuldigungen gegen Georg Berger politisch motiviert gewesen sein könnten, und dass die Anklagen des Hortens lediglich ein Vorwand waren.
'Nazi- und Gestapo-Dokumente haben oft einen denunziatorischen Charakter und spiegeln oft Konflikte um Macht und Einfluss in Nazi-Institutionen wider', heißt es in dem Statement.“

Wegen der Vorwürfe wurde Berger im Jahr 1942 wegen Korruption angeklagt und suspendiert, aber nie verurteilt. Nachdem er aufgrund zahlreicher beim Volksgerichtshof anhängigen Anzeigen, wonach er „in seiner ‚Judenvilla‘ in Saus und Braus“ auf Kosten der Ankerbrotfabrik gelebt habe, „während überall Lebensmittel und Kleidung rationiert waren“, das Unternehmen verlassen musste, blieb er jedoch mit seiner Familie in der Villa wohnen, für die er nicht kostendeckend nur 305 Reichsmark Miete zahlte. Trotz vielfacher Bestrebungen der Verwalter, auch über die Zeit hinaus, als mit Mai 1944 das Anwesen in den Besitz des Reichsarbeitsministeriums übergegangen war, konnte Familie Berger mangels entsprechender Klausel im Mietvertrag erst in dem zweiten Halbjahr 1944 aus der Villa gebracht werden.
Vom 26. Juli bis 21. September 1944 saß Georg Berger in München in Gestapohaft.:S. 25 1945 diente er im Zweiten Weltkrieg als Soldat in Ost-Österreich. Vom 12. Mai 1945 bis zum 12. September 1945 war er in sowjetischer Kriegsgefangenschaft.:S. 38 Nach dem Krieg kehrte er nach Angaben seines Sohnes als gebrochener Mann zurück. Am 8. April 1946 wurde Georg Berger verhaftet und verbrachte mehrere Monate in verschiedenen Internierungslagern in Dachau, Regensburg und Ludwigsburg.:S. 53 Bei einem Entnazifizierungsverfahren wurde er 1947 als „Minderbelasteter“ eingestuft. Er arbeitete später als Handelsvertreter.
Er starb in Egglkofen, der Heimat seiner zweiten Frau Thilde Altmann, wo er auch beerdigt wurde. Sein Sohn in zweiter Ehe ist der Unternehmensberater Roland Berger, vor der Eheschließung Roland Altmann.

## Aufarbeitung der Vergangenheit
Viele Jahre lang hatte Roland Berger seinen Vater als NS-Opfer dargestellt, nach seiner Darstellung im guten Glauben an die Richtigkeit der Aussagen seines Vaters. Er beauftragte 2019 die deutschen Historiker Michael Wolffsohn und Sönke Neitzel, die Vergangenheit seines Vaters aufzuarbeiten. Das Gutachten wurde am 31. Mai 2020 veröffentlicht.